# Tucuruato
Tucuruato är en ort i Mexiko.   Den ligger i kommunen Cutzamala de Pinzón och delstaten Guerrero, i den södra delen av landet, 190 km sydväst om huvudstaden Mexico City. Tucuruato ligger 323 meter över havet och antalet invånare är 219.
Terrängen runt Tucuruato är platt åt sydost, men åt nordväst är den kuperad. Runt Tucuruato är det ganska tätbefolkat, med 60 invånare per kvadratkilometer. Närmaste större samhälle är Ciudad Altamirano, 15,8 km söder om Tucuruato. Omgivningarna runt Tucuruato är en mosaik av jordbruksmark och naturlig växtlighet.